# Noccaea ferganensis
Noccaea ferganensis là một loài thực vật có hoa trong họ Cải. Loài này được (N.Busch) Czerep. mô tả khoa học đầu tiên năm 1981.